# Elly Rothwein
Elly Rothwein, in der Emigration: Eleanor(e) Redwin, (geboren 3. Oktober 1899 in Wien, Österreich-Ungarn; gestorben Mai 1983 in Chicago) war eine österreichisch-US-amerikanische Pädagogin und Vertreterin der  Individualpsychologie.

## Leben
Elly Rothwein war Lehrerin und bildete sich zur Individualpsychologin weiter. Sie wurde Mitglied des Wiener Vereins für Individualpsychologie und hielt Kurse über Individualpsychologie und Pädagogik. Sie leitete die individualpsychologische Erziehungsberatungsstelle im 14. Wiener Bezirk und arbeitete an anderen Beratungsstellen mit. Daneben engagierte sie sich in der Gruppe der sozialistischen Individualpsychologen. Von 1927 bis 1928 war sie im Vorstand des Vereins. Sie organisierte ab 1926 Spiel- und Beschäftigungstage für Kinder und leitete ab 1932 einen Nachmittagshort, der 1933 in ein Heim für Klein- und Schulkinder auf individualpsychologischer Grundlage und für einige Kinder als Internat umgewandelt wurde.
In den 1930er Jahren organisierte sie individualpsychologische Ferienlager in Niederösterreich, Kärnten und Italien. 1937 arbeitete sie mit anderen in Wien verbliebenen Individualpsychologen im Klub der Freunde der Individualpsychologie.
Elly Rothwein emigrierte nach Chicago und leitete dort zwei Erziehungsberatungsstellen. Sie hielt Vorträge und assistierte Rudolf Dreikurs bei der Ausbildung junger Individualpsychologen im Community Child Guidance Centers of Chicago zusammen mit Bronia Grunwald, Bob Powers, Margaret Goldman und Shirley Gould. Sie war Leiterin eines privaten Kindergartens und Veranstalterin von Diskussionsgruppen für Sozialarbeiter, Studenten und Mütter und langjährige psychologische Beraterin am Settlement House der University of Illinois.

## Werk
Elly Rothwein hat ihr ganzes Leben der Erziehung auf individualpsychologischer Grundlage gewidmet. Ihr Spezialgebiet war die Weiterbildung von Lehrern, die Beratung von Erziehern und die Organisation von Erziehungsberatungsstellen, Kindertagesstätten und Ferienlager. Ihre Arbeit machte sie in vielen Artikeln für interessierte Kreise zugänglich. Nachdem ihre Tätigkeit in Österreich nicht mehr möglich war, setzte sie diese mit dem gleichen Engagement in den USA fort.

## Schriften
- Elly Rothwein: Bericht der Zentralstelle der sozialistischen Individualpsychologen, in: Zeitschrift für Individualpsychologische Pädagogik und Psychohygiene (1928)

- Artikel von Elly Rothwein in Die Unzufriedene: Eine unabhängige Wochenschrift für alle Frauen / Eigentümerin, Verlegerin, Herausgeberin und verantwortliche Redakteurin: Eugenie Brandl [später]: Paula Hons, Wien 1.1923 - 1934:
  - Trotzige Kinder, 1925
  - Der Franzl kann alles! 1926
  - Der Herr vom Haus, 1926

- Artikel von Elly Rothwein in der Internationale Zeitschrift für Individualpsychologie (IZI):
  - Über die Einfügung in die Geschlechtsrolle bei Schulkindern, 1925
  - Das einzige Kind, 1929
  - Ein Fall von Hörstummheit, 1929
  - Aus einer individualpsychologischen Kindergemeinschaft, 1931

- Artikel von Eleanor Redwin im Individual Psychology Bulletin (IPB):
  - Work in a Settlement House, 1945
  - Re-education Through Counseling, 1949
  - The Development of a Power Contest, 1955

- Artikel von Eleanor Redwin im American Journal of Individual Psychology (JIP):
  - Child Guidance with Adlerian Techniques in Chicago, 1956

- Artikel von Eleanor Redwin im Individual Psychologist:
  - Adlerian Psychotherapy with Disturbed Children, 1965
  - Child Guidance, 1966
  - Discussion Group of Small Children, 1967